# Таймей-Мару
Таймей-Мару (taimei Maru) — транспортне судно, яке під час Другої світової війни брало участь у операціях японських збройних сил на Тихому океані.
Судно спорудили як вантажне в 1936 році на верфі Mitsubishi Jukogyo в Йокогамі для компанії Kinkai Yusen. У 1939-му внаслідок злиття власником стала компанія Nippon Yusen Kasiha.
У листопаді 1942-го «Таймей-Мару» реквізували для потреб Імперської армії Японії. 9—29 грудня 1942-го судно в конвої «G» операції «Військові перевезення № 8» пройшло з японського порту Саєкі до Рабаула (головна передова база в архіпелазі Бісмарка, з якої провадились японські операції на Соломонових островах та сході Нової Гвінеї).
У січні 1943-го «Таймей-Мару» перейшло з Рабаула на Трук (головна операційна база японського флоту в Океанії, розташована в центральній частині Каролінських островів), а 20―24 січня пройшло звідси назад до Рабаулу разом з ешелоном D конвою № 35 (перевозив піхотну дивізію з Китаю, при цьому перші три ешелони конвою зазнали суттєвих втрат при спробі доправити підкріплення напряму на острів Бугенвіль).
Наприкінці лютого 1943-го «Таймей-Мару» перебувало в Рабаулі, де його вирішили залучити до великої операції з доставки підкріплень японським гарнізонам Лае та Саламауа (в затоці Хуон на східному узбережжі Нової Гвінеї). У ніч проти 1 березня конвой вийшов з Рабаула, при цьому на борту судна перебували близько двох сотень військовослужбовців, 11 десантних барж «Дайхацу» та 5 автомобілів. Союзники організували протидію конвою шляхом ударів авіації (події, що стали відомі як битва в морі Бісмарка) та у підсумку потопили всі транспорти. «Таймей-Мару» потопили 3 березня британські й австралійські літаки і разом з судном загинули 44 члени екіпажу та 35 військовослужбовців.